# Brigitte Henri
Pour les articles homonymes, voir Henri.
 (novembre 2022).
Brigitte Henri est une femme politique française et ancienne fonctionnaire, spécialiste des dossiers financiers.
Depuis 2020, elle est membre du conseil municipal de Saint-Dié-des-Vosges.

## Biographie

### Formation
Brigitte Henri obtient un diplôme d'études supérieures spécialisées (DESS) en droit privé en 1980, puis un diplôme d'études approfondies (DEA) en sciences humaines en 1992. Elle est titulaire d'un doctorat en droit, obtenu en 2001 à l'université de Nice-Sophia-Antipolis[source insuffisante]. Elle codirige la thèse de doctorat de Lollia Fabrice en sciences de l'information et de la communication avec le professeur Christian Bourret.

### Carrière professionnelle
Brigitte Henri est fonctionnaire au ministère de l'Intérieur de 1979 à 2006. Commissaire de police à la  direction centrale des Renseignements généraux, elle est une collaboratrice directe d'Yves Bertrand, directeur de 1995 à 2004. Estimant « que je suis à un âge où il est temps de changer si on a envie de changer », elle quitte la Police en 2006 en tant que commissaire divisionnaire pour entrer dans le secteur privé. « Spécialiste des dossiers financiers », elle est en 2020 directrice du contrôle des risques opérationnels et de la conformité bancaire, de la sécurité des systèmes d'information et du plan de continuité d'activité à la BRED.

### Carrière politique
Depuis 2020, elle fait partie du conseil municipal de Saint-Dié-des-Vosges, en tant qu'adjointe à la transition écologique et à la citoyenneté.

## Publications
Brigitte Henri a écrit des articles sur la corruption, le renseignement et l'intelligence économique, et a publié plusieurs ouvrages :
- Histoire secrète des RG, Flammarion, 2017 (ISBN 978-2-08-126875-3 et 2-08-126875-2)
- Il faut que vous sachiez, Flammarion, février 2010 (ISBN 978-2-08-122264-9 et 2-08-122264-7)
- Secrets : faut-il tout dire ? Faut-il tout révéler ?, Paris, First, 27 octobre 2004, 383 p. (ISBN 2-87691-961-3)
- La corruption : un mal endémique, Lyon, L'Hermès, 1er avril 2002, 352 p. (ISBN 2-85934-628-7)
- Au cœur de la Corruption : par une commissaire des RG, Paris, Éditions 1, 8 novembre 2000, 373 p. (ISBN 2-86391-998-9)
- Le renseignement : un enjeu de pouvoir, Paris, Economica, 1998, 182 p. (ISBN 2-7178-3598-9)
- La gouvernance face à la conformité, Editions Emerit Publishing, 2019  (ISBN 978-2-35940-018-2)
- Opération Mary Rose, Editions Emerit Publishing, 2020  (ISBN 978-2-35940-021-2).
Ce roman est un thriller politico-financier, une plongée au cœur de la corruption d'État.

## Distinctions
- Brigitte Henri est titulaire de la médaille d’honneur de la Police nationale[réf. nécessaire].

### Articles
- « Le directeur de la police dénonce une « machination » contre les RG », Le Monde,‎ 9 avril 1997
- « Les RG attendent le juge Halphen dans des bureaux bien propres », Le Canard enchaîné,‎ 4 décembre 1996
- « Les RG cachent au juge Halphen de pleines armoires de dossiers », Le Canard enchaîné,‎ 23 octobre 1996
- « Un « corbeau » tente de relancer deux affaires politico-financières », Le Monde,‎ 12 mars 1996

### Ouvrages
- Patrick Rougelet, RG, la machine à scandales, Paris, Albin Michel, 27 mars 1997, 260 p. (ISBN 2-226-09274-9)
- Jean-Paul Cruse, Un corbeau au cœur de l'État. Les RG, le RPR, Barril, l'Afrique et l'argent sale, chantage au cœur de l'État, Paris, Éditions du Rocher, 2 octobre 1998, 268 p. (ISBN 2-268-03121-7)
- Éric Merlen et Frédéric Ploquin, La commissaire et le corbeau, Le Seuil, 1998)

### Préface
- Fabrice Lollia, L'organisation face au kidnapping[6], Emerit publishing, 28 avril 2020